# Zielona (rejon kowelski)
Zielona – wieś na Ukrainie w rejonie kowelskim w obwodzie wołyńskim, liczy 755 mieszkańców.